# Цзя Сюцюань
Цзя Сюцюань (кит.: 賈秀全, нар. 9 листопада 1963, Далянь, Китай) — китайський футболіст, що грав на позиції нападника. По завершенні ігрової кар'єри — тренер. З 2014 року очолює тренерський штаб команди «Хенань Цзяньє».
Виступав, зокрема, за клуби «Партизан» та «Гамба Осака», а також національну збірну Китаю.
Володар Кубка Югославії.

## Клубна кар'єра
У дорослому футболі дебютував 1976 року виступами за команду клубу «Баї», в якій провів дванадцять сезонів.
Своєю грою за цю команду привернув увагу представників тренерського штабу клубу «Партизан», до складу якого приєднався 1988 року. Відіграв за белградську команду наступний сезон своєї ігрової кар'єри.
Протягом сезону 1991—1992 захищав кольори команди малайзіського клубу «ПДРМ».
1992 року перейшов до клубу «Гамба Осака», за який відіграв один сезон. Більшість часу, проведеного у складі «Гамби», був основним гравцем атакувальної ланки команди. Завершив професійну кар'єру футболіста 1993 року виступами за команду «Гамба Осака».

## Виступи за збірну
1982 року дебютував в офіційних матчах у складі національної збірної Китаю. Протягом кар'єри у національній команді, яка тривала 11 років, провів у формі головної команди країни 55 матчів, забивши 9 голів.
У складі збірної був учасником кубка Азії з футболу 1984 року у Сингапурі, де разом з командою здобув «срібло», кубка Азії з футболу 1992 року в Японії, на якому команда здобула бронзові нагороди.

## Кар'єра тренера
Розпочав тренерську кар'єру невдовзі по завершенні кар'єри гравця, 1994 року, очоливши тренерський штаб клубу «Баї», де пропрацював з 1994 по 1995 рік.
1999 року став головним тренером молодіжної (U-17) збірної Китаю, тренував юнацьку збірну Китаю лише один рік.
Згодом протягом 2003—2004 та 2005—2007 років очолював тренерський штаб олімпійської збірної Китаю.
Протягом тренерської кар'єри також очолював команди клубів «Шеньсі Голі» та «Хенань Цзяньє», а також входив до тренерського штабу клубу «Шанхай Шеньхуа».
З 2014 року очолює тренерський штаб команди «Хенань Цзяньє».

## Досягнення
- Володар кубка Югославії:

«Партизан»: 1988—1989
- Срібний призер Кубка Азії: 1984
- Бронзовий призер Кубка Азії: 1992